# Soppar

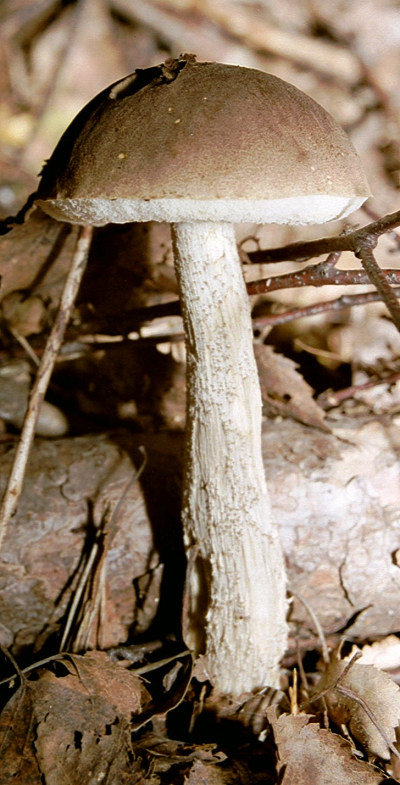
Björksopp.

Soppar eller rörsoppar är en beteckning för svampar inom ordningen Boletales, vilka har de gemensamma karaktärerna köttig hatt med centralställd fot och ett rörförmigt hymenofor, vilket (till skillnad från tickornas) är lätt skiljbart från hatten. Sopparna tillhör framför allt familjerna Boletaceae och Suillaceae (i båda familjerna finns det även icke-soppar). Dessutom förekommer soppar inom familjerna Boletinellaceae  och Gyroporaceae. Som grupp är den polyfyletisk och saknar därför taxonomiskt värde.
Beteckningen sopp går tillbaka till tiden före de kemiska och molekylärfylogenetiska analyserna, då klassifikationen av svampar endast byggde på morfologiska karaktärer. Sålunda delades då ordningen Autobasidiomycetes i klassen basidiesvampar (Basidiomycetes) in i hattsvampar (Hymenomycetes) och buksvampar (Gasteromycetes). Alla (rör)soppar fördes då till släktet Boletus i familjen Polyporaceae (porsvampar, som även innehöll tickorna i släktet Polyporus), en av sex familjer bland hattsvamparna.
I slutet av 1800-talet och början av 1900-talet beskrevs så fler soppsläkten (exempelvis Xerocomus av Lucien Quélet 1888), och gamla släkten återupplivades (som Suillus och Leccinum, vilka beskrivits av Samuel Frederick Gray redan under tidigt 1800-tal). Sopparna flyttades till den återuppväckta familjen Boletaceae (beskriven av François Fulgis Chevallier 1826 och då innefattande tickorna). År 1931 upprättade Édouard-Jean Gilbert ordningen Boletales, och till denna förde han även Phylloporus pelletieri vilken tidigare placerats bland "skivlingarna" och som kom att kallas för "kompromissnamnet" skivsopp på svenska. Under andra hälften av 1900-talet medförde kemiska analyser av framför allt pulvinsyraderivat till att man insåg att svampar som tidigare placerades bland skivlingar och buksvampar var nära släkt med Boletales och DNA-analyser från 1990-talet och framåt har visat att "soppordningen" Boletales är polyfyletisk om inte även dessa familjer inkluderas, vilket fått till följd att familjen Boletaceae, som tidigare inordnade alla "soppar", i ljuset av dessa insikter har delats upp på flera familjer.